# Église Saint-Jean-Baptiste de Blaudeix
Pour les articles homonymes, voir Église Saint-Jean-Baptiste.
L'église Saint-Jean-Baptiste est une église située à Blaudeix, dans le département de la Creuse en France. Construite au XIIIe siècle, elle est inscrite au titre des monuments historiques en 1934.

## Localisation
L'église est située sur la commune de Blaudeix dans le département français de la Creuse en région Nouvelle-Aquitaine.

## Historique
L'église a été construite au XIIIe siècle en même temps que la création de la paroisse initiée par les templiers. À la suite de la dévolution des biens de l'ordre du Temple, la commanderie de Blaudeix devient hospitalière au sein du grand prieuré et de la langue d'Auvergne.
Outre le nom du dernier commandeur templier, Guillaume Chamborent (1304-1307), on trouve dans les pièces du procès de l'ordre du Temple le nom d'un curé (frère chapelain) officiant à Blaudeix en 1304, Pierre de Remeys. 
L'édifice est inscrit au titre des monuments historiques en 1934.